# Cortili del cuore
Cortili del cuore (ご近所物語?, Gokinjo Monogatari, lett. "Racconti del vicinato") è un manga shōjo scritto e disegnato da Ai Yazawa, pubblicato in Giappone sulla rivista Ribon di Shūeisha dal febbraio 1995 all'ottobre 1997. In Italia è stato pubblicato da Planet Manga (Panini Comics) dall'aprile 1999 al maggio 2000.
Dal manga è stato tratto un anime di 50 episodi, prodotto da Toei Animation e andato in onda in Giappone su TV Asahi tra il settembre 1995 e il settembre 1996; in Italia è stato trasmesso, con il titolo Curiosando nei cortili del cuore, su Italia 1 dall'agosto all'ottobre 1998. Tra il 1995 e il 1997 sono uscite delle light novel, mentre il 2 marzo 1996 è uscito un mediometraggio d'animazione.
Tra maggio 1999 e maggio 2003 è stato pubblicato uno spin-off intitolato Paradise Kiss, ambientato vent'anni dopo e alcuni personaggi fanno delle apparizioni cameo all'interno dell'opera. In Italia è stato pubblicato da Panini Comics da agosto 2001 a febbraio 2004.

## Trama
Mikako Kōda (Melissa, in Italia) è una ragazza energica di 15 anni che frequenta l'istituto d'arte e design Yaza e sogna di poter diventare un giorno una famosa stilista e di vedere indossati i suoi abiti in ogni parte del mondo. Il suo miglior amico è Tsutomu Yamaguchi (T.J.) che conosce fin da piccola, visto che i due abitano nello stesso condominio, esattamente uno di fronte all'altra. Col passare del tempo, Mikako comincia a vedere Tsutomu sotto una luce diversa, ma non è sicura se quello che prova è un semplice sentimento di amicizia che li lega fin da piccoli o un qualcosa di più profondo.
Uniti dalla passione per la moda e il design, Mikako ha due carissime amiche ‒ Risa Kanzaki (Janet) e Mai "Pii-chan" Ōta (Patty) ‒ così come gli amici di Tsutomu sono Yūsuke Tashiro (Steven) e Jirō Nishino (Jim). Insieme a loro, Mariko Nakasu (Melany) soprannominata "corpo da favola", suo fratello Shintarō (Samuel) e la nuova arrivata Ayumi Oikawa (Annika), il gruppo decide di fondare un circolo chiamato Akindo con lo scopo di vendere ogni domenica al mercantino creazioni proprie. Mentre il lavoro dei ragazzi procede e si sviluppa, le loro vicende sentimentali diventano più intricate e complesse, affrontando di tanto in tanto problemi che metteranno a dura prova il loro percorso di crescita.

## Personaggi

### Personaggi principali
Mikako Kōda (幸田 実果子?, Kōda Mikako, in Italia Melissa "Melly" Jasper)
Doppiata da: Rumi Shishido (ed. giapponese), Elisabetta Spinelli (ed. italiana)
È una ragazza di 15 anni, esuberante e talentuosa, il cui sogno è diventare una stilista e poter vedere indossare i suoi abiti. Frequenta il primo anno all'istituto d'arte Yaza e quando è ispirata il suo stato d'animo è in tempesta per una ragione o per un'altra. All'apparenza può sembrare una ragazza capricciosa e frivola, ma è tutto l'opposto: innamoratissima del suo lavoro, eccelle negli studi con il soprannome di "fanatica dei pomeriggi", in quanto le capita spesso dopo la scuola di fermarsi a finire il lavoro o di continuarlo a casa a ritmi serratissimi. Col passare del tempo si rende conto di essere innamorata del suo amico d'infanzia Tsutomu, ma non trova il coraggio di dichiararsi, entrando in continua rivalità con Mariko tanto da tingersi i capelli di biondo. Ha un carattere piuttosto difficile, infatti alle medie è stata vittima di bullismo perché non rispettava le regole imposte dalla scuola; è molto determinata a realizzare i suoi sogni: il simbolo realizzato da Tsutomu a somiglianza di Mikako per l'Akindo diventerà in seguito il marchio per la linea d'abbigliamento di quest'ultima, l'Happy Berry. È brava a cucinare e in seguito avrà una sorellina di nome Miwako, personaggio dello spin-off Paradise Kiss. Nella sfilata del festival culturale vince una borsa di studio per studiare design a Londra; successivamente sposa Tsutomu, da cui avrà un figlio.
Tsutomu Yamaguchi (山口 ツトム?, Yamaguchi Tsutomu, in Italia T.J. "Spillo")
Doppiato da: Kappei Yamaguchi (ed. giapponese), Patrizio Prata (ed. italiana)
È un ragazzo di circa la stessa età di Mikako, di cui è amico sin dall'infanzia. Frequenta l'istituto d'arte Yaza ed è iscritto al corso di visual design perché adora costruire strane sculture con tutto quello che gli capita a tiro, specialmente UFO, ma scoprirà di avere un particolare talento per la fotografia. La sua cameretta è invasa dalle sue opere che, a detta di Mikako, non sono propriamente belle da vedersi. I due abitano nello stesso condominio, esattamente uno di fronte all'altra. Mikako è innamorata di lui, e Tsutomu da parte sua la ricambia, anche se non vuole dichiararsi apertamente, sia per la paura di un rifiuto, sia perché vorrebbe vedere più chiaro dentro di sé. È lui che realizza il simbolo Happy Berry, che diventerà in futuro il marchio d'abbigliamento di Mikako. Inizialmente la gente lo scambia per la somiglianza fisica per il cantante Ken Nakagawa dei Manbo, ritrovandosi spesso circondato da ragazze. Sposerà Mikako e insieme avranno un figlio.
Mariko Nakasu (中須 茉莉子?, Nakasu Mariko, in Italia Melany)
Doppiata da: Yumi Tōma (ed. giapponese), Lara Parmiani (ed. italiana)
È una ragazza di bell'aspetto, soprannominata "Nice Body-ko" (ナイスバディ子?, Naisu Badi-ko, in Italia "Miss Via col vento"). Proviene da Yokohama e frequenta l'istituto d'arte Yaza, iscritta al corso di interior design, in cui gode di un'ottima fama nonostante all'apparenza possa sembrare antipatica e superficiale. Spesso è svogliata e non si prende mai le proprie responsabilità. In passato ha avuto molti fidanzati, ma a detta sua è stufa di storie di solo sesso prive d'amore; è innamorata di Tsutomu ma, vedendo l'interesse di lui per Mikako, si fa da parte e inizia una storia d'amore con Yūsuke, ma alla fine sposerà il suo primo amore, ovvero un amico d'infanzia di nome Shūji Shintani (Sonny, in Italia), da cui avrà un figlio e aprirà un salone di bellezza.
Yūsuke Tashiro (田代 勇介?, Tashiro Yūsuke, in Italia Steven)
Doppiato da: Toshiyuki Morikawa (ed. giapponese), Nicola Bartolini Carrassi (ed. italiana)
È un ragazzo scontroso ma dal cuore buono che porta i capelli lunghi, gira su una moto e la sua unica preoccupazione sono le ragazze. Frequenta l'istituto d'arte Yaza ed è iscritto al corso di pittura. Fa ritratti su commissione anche se non ha ancora le idee chiare su cosa voglia fare in futuro. È un grande amico di Tsutomu e Jirō e, dopo diversi avvenimenti, inizia ad uscire con Mariko, con cui tuttavia litiga sempre e alla fine si lascerà; sposerà Ayumi e i due avranno un bambino.
Risa Kanzaki (神崎 リサ?, Kanzaki Risa, in Italia Janet)
Doppiata da: Shiho Niiyama (ed. giapponese), Patrizia Scianca (ed. italiana)
È una ragazza matura dal look punk-metallaro, migliore amica di Mikako, che supporta in tutto quello che fa. Ha lasciato la sua famiglia a Hokkaidō per seguire il suo fidanzato chitarrista di una band Takeshi Nagase (Everton, in Italia) e frequentare l'istituto d'arte Yaza, dove condivide la classe con Mikako e Pii-chan. A prima vista potrebbe incutere timore, ma è molto gentile e disponibile e fa quasi da sorella maggiore al gruppo. Sogna di diventare una stilista per bambini ed è brava a cucire. In seguito lei e Takeshi avranno un figlio, Arashi, personaggio dello spin-off Paradise Kiss.
Mai Ōta "Pii-chan" (太田 麻衣 〈ピィちゃん〉?, Ōta Mai "Pii-chan", in Italia Patricia "Patty")
Doppiata da: Wakana Yamazaki (ed. giapponese), Federica Valenti (ed. italiana)
È una ragazza dolce e ingenua, soprannominata da tutti "Pii-chan" per via della sua vocina simile al pigolare di un pulcino. Frequenta l'istituto d'arte Yaza, dove condivide la classe con Mikako e Risa. Adora mettere vestiti con tanti pizzi e merletti e va sempre in giro con un pupazzetto realizzato con le sue mani di nome Puchi François (Zuccotto, in Italia), simile a quello che le aveva regalato la nonna quando era piccola. Proprio per il mercatino dell'Akindo realizza dei pupazzetti di pezza, come Pooh, i quali hanno un discreto successo tra i clienti. Sogna di incontrare il principe azzurro in sella a un cavallo bianco; s'innamora di Seiji.
Jirō Nishino (西野 ジロー?, Nishino Jirō, in Italia Jim)
Doppiato da: Kyōsei Tsukui (ed. giapponese), Simone D'Andrea (ed. italiana)
È un ragazzo dallo stile rockabilly con i capelli viola che indossa sempre gli occhiali da sole, tanto che quasi nessuno ha mai visto i suoi occhi. Frequenta l'istituto d'arte Yaza, iscritto al corso di computer design perché ama l'informatica e sviluppa videogiochi per il gruppo. Vorrebbe diventare in futuro un programmatore. È un grande amico di Tsutomu e Yūsuke, parla il dialetto del Kansai ed è mancino. Spesso è assente perché ha un lavoro part-time.
Shintarō Nakasu (中須 新太郎?, Nakasu Shintarō, in Italia Samuel "Sam")
Doppiato da: Chizu Yonemoto (ed. giapponese), Davide Garbolino (ed. italiana)
È un ragazzo simpatico e sportivo, fratello minore di Mariko, trasferitosi dalla sorella per frequentare anche lui l'istituto d'arte Yaza, iscritto al corso di ceramica. Porta i dreadlocks e realizza statuine haniwa che poi vende al mercatino dell'Akindo. Dà sempre consigli a Mariko, la quale il più delle volte non ascolta.
Ayumi Oikawa (及川 歩?, Oikawa Ayumi, in Italia Annika)
Doppiata da: Yūko Minaguchi (ed. giapponese), Emanuela Pacotto (ed. italiana)
È una ragazza dolce, sensibile e posata che si unisce al circolo di Akindo e mette a disposizione un vecchio magazzino di suo nonno come atelier per Mikako e gli altri. Frequenta l'istituto d'arte Yaza ed è iscritta al corso di visual design, infatti sta nella stessa classe di Tsutomu, con cui condivide la passione per la scultura. Non si arrabbia mai ed è disposta a sacrificare se stessa per il bene degli altri. Ha un cane di nome Mash (Jinny, in Italia). Ammira il talento per il disegno di Yūsuke, per cui prova dei sentimenti ed è gelosa della relazione tra lui e Mariko; quando però i due si lasciano, Ayumi ci si fidanza e in seguito li si vede sposati e in attesa di un figlio.

### Personaggi secondari
Ruriko Kōda (幸田 留里子?, Kōda Ruriko, in Italia Heather Jasper)
Doppiata da: Yōko Kawanami (ed. giapponese), Dania Cericola (ed. italiana)
È la madre di Mikako dal carattere folle, che fa di mestiere la mangaka di genere shōjo. È sempre impegnata infatti, a causa dei ritmi che comporta il suo lavoro, capita che dorma di giorno e scriva e disegni di notte, visto che non rispetta quasi mai le date di consegna. Tuttavia questo non le impedisce di essere una buona madre e non trascura mai la figlia. Si porta in giro per tutta la casa un peluche di dinosauro, perché ne aveva visto uno simile a casa Yamaguchi. È divorziata da Hirohiko, ma alla fine torneranno insieme e avranno un'altra figlia, Miwako, personaggio dello spin-off Paradise Kiss.
Hiroaki Tokumori (徳森 浩昭?, Tokumori Hiroaki, in Italia Ted)
Doppiato da: Hideyuki Tanaka (ed. giapponese), Marco Balzarotti (ed. italiana)
È un amico di Ruriko nonché suo confidente. Tutti lo chiamano "Toku" (徳ちゃん?, Toku-chan). Vive nello stesso condominio e gestisce il bar 'Blue Parrot', frequentato spesso anche da Mikako e Tsutomu, che lo vedono quasi come un fratello maggiore. Avrà un figlio, Hiroyuki, personaggio dello spin-off Paradise Kiss.
Noriji Sunami (陶波 法司?, Sunami Noriji, in Italia Norigi)
Doppiato da: Takeshi Aono (ed. giapponese), Pietro Ubaldi (ed. italiana)
È l'amministratore di una certa età dei condomini dove vivono Mikako, Tsutomu e le loro famiglie. È un impiccione e ha un'infatuazione per Ruriko, ma nonostante tutto è una brava persona e talvolta lo si vede preoccupato per problemi che affliggono Mikako. È rigido nel rispettare le regole nel condominio, ma grazie a Ruriko consentirà a lei e Mikako di tenere nell'appartamento il gattino randagio nero Kuro (Nerone, in Italia), trovato lì vicino. Spesso Jirō lo prende come modello protagonista per lo sviluppo dei suoi videogiochi.
Hirohiko Sakurada (櫻田 広彦?, Sakurada Hirohiko, in Italia Stewart Templeton)
Doppiato da: Yūsaku Yara (ed. giapponese), Diego Sabre (ed. italiana)
È il padre di Mikako. Ha divorziato da Ruriko principalmente a causa del suo lavoro di fotografo giramondo, rompendo i rapporti sia con lei che con la figlia, al tempo ancora piccola. Durante una mostra delle sue fotografie tenutasi nelle vicinanze, Mikako riesce finalmente a rincontrarlo. Come la moglie, anche lui ha una gattina trovatella bianca di nome Shiro (Elisa, in Italia). Tornerà con Ruriko a fine serie e avranno un'altra figlia, Miwako, personaggio dello spin-off Paradise Kiss.
Signorina Hamada (浜田先生?, Hamada-sensei, in Italia Signorina Carter)
Doppiata da: Junko Hagimori (ed. giapponese), Cinzia Massironi (ed. italiana)
È la professoressa di design e cucito della classe di Mikako. All'apparenza sembra molto severa, ma in realtà è solo molto preparata nella sua materia ed è una delle prime a riconoscere e a investire nel talento di Mikako. Fa la professoressa anche nello spin-off Paradise Kiss.
Seiji Kisaragi (如月 星次?, Kisaragi Seiji)
Appare solo nel manga. È l'assistente gay di Ruriko, che si occupa delle faccende domestiche di quest'ultima, pur non essendo tenuto a farle. Frequenta l'istituto d'arte Yaza, iscritto al corso di abbigliamento, ma abbandona poiché il suo vero sogno è studiare all'estero e diventare parrucchiere; è soprannominato da Mikako "il marziano scintillante" (キラキラ星人?, Kirakira Seijin) per via della sua folta e lucente chioma bionda. Compare anche nello spin-off Paradise Kiss, dove lo si vede come artista professionista per i capelli allo Yaza.

## Manga
Il manga è stato pubblicato sulla rivista Ribon dal febbraio 1995 all'ottobre 1997 e successivamente è stato serializzato in 7 tankōbon per conto della Shūeisha, pubblicati tra l'ottobre 1995 e l'aprile 1998. Nel quinto e nell'ultimo volume sono presenti due capitoli extra: il primo, Colorful, narra di quando Mikako andava alle medie ma dal punto di vista di una sua compagna di classe, mentre il secondo, senza un titolo preciso, è ambientato nel futuro e introduce nuovi personaggi quali Miwako (la sorellina di Mikako), Arashi (il figlio di Risa e Takeshi) e Hiroyuki (il figlio di Hiroaki e Michiyo), successivi protagonisti di Paradise Kiss. L'opera ha ricevuto due ristampe, una nell'autunno 2005 in 4 volumi kanzenban e una nella primavera 2011 in 5 volumi bunko.
Nel secondo volume è presente un capitolo speciale, intitolato in Italia Curiosando nei (retro) cortili del cuore, in cui la Yazawa racconta la realizzazione del doppiaggio della serie animata. In alcune pagine dei tankōbon, l'autrice è solita a inserire camei di se stessa e di personaggi di precedenti sue opere, come Midori Saejima, Akira Sudō e Ken Nakagawa di Non sono un angelo. Nella successiva opera a questa, Paradise Kiss, appaiono molti personaggi di Gokinjo Monogatari.
In Italia è stato pubblicato con il titolo simile alla serie animata per fidelizzazione con gli spettatori televisivi da Planet Manga (Panini Comics) inizialmente in 14 volumetti dall'aprile 1999 al maggio 2000 e successivamente nel 2002-2003 in 7 volumi 'collection' uguali agli originali giapponesi; questa versione è stata ristampata nel 2003. Nel 2010 è stata pubblicata una nuova edizione in 4 volumi 'deluxe', che è stata poi riedita nel 2011 e sarà nuovamente ristampata a partire da agosto 2019. Al contrario dell'edizione italiana dell'anime, il manga è rimasto fedele all'originale sia nei nomi dei personaggi che nell'adattamento, salvo nella prima edizione il cognome di Yūsuke tradotto come 'Tadai' anziché 'Tashiro'.

### Volumi
| Nº | Titolo italiano Giapponese 「Kanji」 - Rōmaji | Data di prima pubblicazione             | Data di prima pubblicazione        |
| Nº | Titolo italiano Giapponese 「Kanji」 - Rōmaji | Giapponese                              | Italiano                           |
| 1  | Cortili del cuore 1 - 2 「ご近所物語 １」 - Gokinjo Monogatari 1 | 18 ottobre 1995 ISBN 978-4-08-853820-4  | 1º aprile - 1º maggio 1999         |
| 1  | Capitoli - 1. Tsutomu Yamaguchi - 2. Amici d'infanzia - 3. Uomini - 4. Effetto biondo - 5. Una persona speciale - 1                                                            |                                         |                                    |
| 2  | Cortili del cuore 3 - 4 「ご近所物語 ２」 - Gokinjo Monogatari 2 | 20 marzo 1996 ISBN 978-4-08-853845-7    | 1º giugno - 1º luglio 1999         |
| 2  | Capitoli - 6. Corpo da favola - 7. Una persona speciale - 2 - 8. Una ragazza come si deve - 9. Amore - 10. Il destino - Speciale. Curiosando nei (retro) cortili del cuore - 2 |                                         |                                    |
| 3  | Cortili del cuore 5 - 6 「ご近所物語 ３」 - Gokinjo Monogatari 3 | 13 agosto 1996 ISBN 978-4-08-853872-3   | 1º agosto - 1º settembre 1999      |
| 3  | Capitoli - 11. - 12. Inaugurazione dell'Akindo - 13. Compleanno congiunto - 14. Papà - 15. L'incontro                                                                          |                                         |                                    |
| 4  | Cortili del cuore 7 - 8 「ご近所物語 ４」 - Gokinjo Monogatari 4 | 19 gennaio 1997 ISBN 978-4-08-853896-9  | 1º ottobre - 1º novembre 1999      |
| 4  | Capitoli - 16. Amore - 17. Amore - 2 - 18. Vacanze estive - 19. Notte di tempesta - 20. Notte di tempesta - 2                                                                  |                                         |                                    |
| 5  | Cortili del cuore 9 - 10 「ご近所物語 ５」 - Gokinjo Monogatari 5 | 20 luglio 1997 ISBN 978-4-08-856027-4   | 1º dicembre 1999 - 1º gennaio 2000 |
| 5  | Capitoli - 21. Il marziano scintillante - 22. La fanatica dei pomeriggi - 23. Vita - 24. Festival - Extra. Coloratissimo (カラフル?, Karafuru)                                 |                                         |                                    |
| 6  | Cortili del cuore 11 - 12 「ご近所物語 ６」 - Gokinjo Monogatari 6 | 19 novembre 1997 ISBN 978-4-08-856046-5 | 1º febbraio - 1º marzo 2000        |
| 6  | Capitoli - 25. Felicità - 26. Soggiorno di studio a Londra - 27. Diventare adulti - 28. Indipendenza - 29. 17 anni                                                             |                                         |                                    |
| 7  | Cortili del cuore 13 - 14 「ご近所物語 ７」 - Gokinjo Monogatari 7 | 20 aprile 1998 ISBN 978-4-08-856073-1   | 1º aprile - 1º maggio 2000         |
| 7  | Capitoli - 30. Risoluzione - 31. L'ultimo giorno dell'Akindo - 32. Racconto a distanza - Extra. Rinascita                                                                      |                                         |                                    |

## Anime

I personaggi di Gokinjo Monogatari. In secondo piano, da sinistra: Tsutomu, Jirō e Yūsuke. In primo piano, da sinistra: Ayumi, Risa, Mikako, Pii-chan e Mariko

L'anime, prodotto dalla Toei Animation, è composto da 50 episodi, andati in onda su TV Asahi dal 10 settembre 1995 al 1º settembre 1996. È stato successivamente raccolto in 13 VHS e 9 DVD, questi ultimi usciti in unico BOX il 28 settembre 2005. La serie TV non narra tutte le vicende che accadono nel manga (al tempo della trasmissione ancora in corso) e presenta leggere differenze verso gli ultimi episodi, come l'assenza del personaggio di Seiji Kisaragi e un finale aperto.
In Italia è stato acquistato da Mediaset e trasmesso sull'emittente televisiva Italia 1 dall'agosto all'ottobre 1998, all'interno del contenitore Bim bum bam. Da allora è stato replicato una sola volta, su Italia Teen Television nella primavera 2004. La versione italiana presenta diverse censure, e i nomi dei personaggi sono diversi rispetto a quelli originali. Nel 1999 sono uscite nella collana Bim Bum Bam Video due VHS contenenti i primi quattro episodi della serie; non esistono altre pubblicazioni per l'home video.

### Episodi
| Nº | Titolo italiano Giapponese 「Kanji」 - Rōmaji - Traduzione letterale                                                               | In onda           | In onda           |
| Nº | Titolo italiano Giapponese 「Kanji」 - Rōmaji - Traduzione letterale                                                               | Giapponese        | Italiano          |
| 1  | Un'allegra combriccola 「気になるアイツ！」 - Kininaru aitsu! – "Quel tizio mi dà da pensare!"                                     | 10 settembre 1995 | 17 agosto 1998    |
| 2  | Solo vecchi amici 「幼なじみってやつ！」 - Osananajimi tte yatsu! – "Quello è solo un amico d'infanzia!"                           | 17 settembre 1995 | 18 agosto 1998    |
| 3  | False apparenze 「ナイスなバディ子！！」 - Naisu na Badi-ko!! – "Nice Body-ko!!"                                                   | 24 settembre 1995 | 19 agosto 1998    |
| 4  | Gelosie 「ハマった方の負け！」 - Hamatta hō no make! – "Una sconfitta per chi è preso!"                                            | 1º ottobre 1995   | 20 agosto 1998    |
| 5  | Una pestifera riccioli d'oro 「燃えるパツキン女！」 - Moeru patsukin onna! – "Ardente donna bionda!"                               | 8 ottobre 1995    | 21 agosto 1998    |
| 6  | I maghi del commercio 「サークルしようぜ！」 - Sākuru shiyou ze! – "Facciamo un circolo!"                                          | 15 ottobre 1995   | 22 agosto 1998    |
| 7  | I veri amici 「ツトムかアキンドか」 - Tsutomu ka Akindo ka – "Tsutomu o l'Akindo"                                                  | 22 ottobre 1995   | 24 agosto 1998    |
| 8  | Il giorno dell'inaugurazione 「フリーマーケット！」 - Furīmāketto! – "Flea Market!"                                                | 29 ottobre 1995   | 25 agosto 1998    |
| 9  | Malinteso 「罪深きママの恋人！」 - Tsumibukaki mama no koibito! – "Il compagno peccaminoso della mamma!"                           | 12 novembre 1995  | 26 agosto 1998    |
| 10 | La festa dello sport 「恋のおもわくリレー」 - Koi no omowaku rirē – "Relè d'aspettativa dell'amore"                                | 19 novembre 1995  | 27 agosto 1998    |
| 11 | Tutti al luna park 「Ｗデートって本気？」 - Daburu dēto tte maji? – "Sul serio un doppio appuntamento?"                            | 26 novembre 1995  | 28 agosto 1998    |
| 12 | Invito al ballo 「フラレたツトム！」 - Furareta Tsutomu! – "Tsutomu respinto!"                                                     | 3 dicembre 1995   | 29 agosto 1998    |
| 13 | Una mega-moto per Spillo 「バイクに関する誤解」 - Baiku ni kansuru gokai – "L'incomprensione sulla moto"                           | 10 dicembre 1995  | 31 agosto 1998    |
| 14 | La storia di Zuccotto 「ピイちゃんパニック」 - Pii-chan panikku – "Pii-chan panic"                                                 | 17 dicembre 1995  | 1º settembre 1998 |
| 15 | Un Babbo Natale molto personale 「サンタへの贈りもの」 - Santa e no okurimono – "Il regalo per Babbo Natale"                       | 24 dicembre 1995  | 2 settembre 1998  |
| 16 | Cuore infranto 「恋愛祈願！初もうで」 - Ren'ai kigan! Hatsumō de – "Una preghiera per l'amore! Al primo dell'anno"                 | 7 gennaio 1996    | 3 settembre 1998  |
| 17 | Il fratellino di Melany 「バディ子と新太郎！！」 - Badiko to Shintarō!! – "Body-ko e Shintarō!!"                                   | 14 gennaio 1996   | 4 settembre 1998  |
| 18 | Amicizia o amore? 「友情か？恋愛か？」 - Yūjō ka? Ren'ai ka? – "È amicizia? È amore?"                                              | 21 gennaio 1996   | 5 settembre 1998  |
| 19 | Un amore per Janet 「発覚！リサの彼氏！」 - Hakkaku! Risa no kareshi! – "Scoperta! Il fidanzato di Risa!"                          | 28 gennaio 1996   | 7 settembre 1998  |
| 20 | La rivelazione 「フリマで恋のお勉強」 - Furima de koi no o benkyō – "Studiare l'amore col mercatino"                               | 4 febbraio 1996   | 8 settembre 1998  |
| 21 | Voglia di cambiare 「素直になれたら⋯」 - Sunao ni naretara… – "Se fossi onesta…"                                                   | 11 febbraio 1996  | 9 settembre 1998  |
| 22 | Una nuova rivale 「及川歩って何者？！」 - Oikawa Ayumi tte nanimono?! – "Chi sarebbe Ayumi Oikawa?!"                               | 18 febbraio 1996  | 10 settembre 1998 |
| 23 | Un dolce Cupido per Melly 「舞い降りた天使！」 - Maiorita tenshi! – "Un angelo disceso!"                                           | 25 febbraio 1996  | 11 settembre 1998 |
| 24 | Quando un giorno crescerai 「大人になっちゃった」 - Otona ni natchatta – "Sono diventata adulta"                                   | 3 marzo 1996      | 12 settembre 1998 |
| 25 | Che ti succede, mamma? 「二人に関する妄想」 - Futari ni kansuru mōsō – "Le delusioni dei due"                                      | 10 marzo 1996     | 14 settembre 1998 |
| 26 | Amori e acque cristalline 「温泉でメラメラ！」 - Onsen de meramera! – "Esuberanti alle terme!"                                     | 17 marzo 1996     | 15 settembre 1998 |
| 27 | Una pallida luna innamorata per Melany 「バディ子のイライラ」 - Badiko no iraira – "La frustrazione di Body-ko"                    | 24 marzo 1996     | 16 settembre 1998 |
| 28 | Pensieri 「フキゲンの理由は？」 - Fukigen no riyū wa? – "La ragione per cui sei di cattivo umore?"                                 | 31 marzo 1996     | 17 settembre 1998 |
| 29 | Un mercatino di simpatia 「フリマ・アゲイン！」 - Furima agein! – "Di nuovo mercatino!"                                            | 7 aprile 1996     | 18 settembre 1998 |
| 30 | Piccoli raggi d'amore 「恋も夢も一歩ずつ！」 - Koi mo yume mo ippo zutsu! – "Un passo alla volta sia con l'amore che con i sogni!" | 14 aprile 1996    | 19 settembre 1998 |
| 31 | La giusta via del successo passa dal cuore 「ドキッ！師匠再び⋯」 - Doki! Shishō futatabi… – "Bum! Di nuovo la maestra…"            | 21 aprile 1996    | 21 settembre 1998 |
| 32 | Mille ingranaggi d'amore 「心をつなぐロボット」 - Kokoro wo tsunagu robotto – "I robot che connettono i cuori"                     | 28 aprile 1996    | 22 settembre 1998 |
| 33 | Il grande cuore di Steven 「軽い女に惚れたヤツ」 - Karui onna ni horeta yatsu – "Colui che si è innamorato di una ragazza insulsa" | 5 maggio 1996     | 23 settembre 1998 |
| 34 | Due cuori d'autunno 「一夜の天使⋯ リサ！」 - Hitoyo no tenshi… Risa! – "L'angelo di una notte… Risa!"                              | 12 maggio 1996    | 24 settembre 1998 |
| 35 | Per amore di Steven 「せつない想い・歩！」 - Setsunai omoi · Ayumi! – "Sentimenti malinconici · Ayumi!"                            | 19 maggio 1996    | 25 settembre 1998 |
| 36 | Malinconia 「バディ子のゆううつ」 - Badiko no yūutsu – "La malinconia di Body-ko"                                                  | 26 maggio 1996    | 26 settembre 1998 |
| 37 | Una serata speciale 「まだ帰りたくない⋯」 - Mada kaeritakunai… – "Ancora non voglio tornare a casa…"                               | 2 giugno 1996     | 28 settembre 1998 |
| 38 | I sogni, la vita e il sorriso 「ハンパじゃない１６才」 - Hanpa janai 16-sai – "Non sono una scatenata di 16 anni"                  | 9 giugno 1996     | 29 settembre 1998 |
| 39 | Mi manchi papà 「一番ほしいものは⋯」 - Ichiban hoshii mono wa… – "La cosa che più desidero è…"                                     | 16 giugno 1996    | 30 settembre 1998 |
| 40 | Una foto di papà 「写真のないアルバム」 - Shashin no nai arubamu – "L'album senza foto"                                            | 23 giugno 1996    | 1º ottobre 1998   |
| 41 | Un messaggio per papà 「パパへのメッセージ」 - Papa e no messēji – "Un messaggio per papà"                                         | 30 giugno 1996    | 2 ottobre 1998    |
| 42 | Una confessione importante 「パパの青い空」 - Papa no aoi sora – "I cieli blu di papà"                                             | 7 luglio 1996     | 3 ottobre 1998    |
| 43 | Degli amici fantastici 「ママ、どうして⋯？」 - Mama, dōshite…? – "Mamma, perché…?"                                                 | 14 luglio 1996    | 5 ottobre 1998    |
| 44 | Nubi all'orizzonte 「嵐のまえぶれ」 - Arashi no maebure – "Avviso di tempesta"                                                     | 21 luglio 1996    | 6 ottobre 1998    |
| 45 | Facciamo pace? 「嘘をつくのは⋯ ヘタ」 - Uso wo tsuku no wa… heta – "Le bugie che invento sono… pessime"                            | 28 luglio 1996    | 7 ottobre 1998    |
| 46 | Il nuovo laboratorio dei maghi del commercio 「愛してるなんて⋯」 - Aishiteru nante… – "Prima del ti amo…"                          | 4 agosto 1996     | 8 ottobre 1998    |
| 47 | Rimorsi 「ママ！⋯」 - Mama!… – "Mamma!…"                                                                                           | 11 agosto 1996    | 9 ottobre 1998    |
| 48 | Una medicina chiamata amore 「“愛”ってやつ⋯」 - “Ai” tte yatsu… – "Sarebbe “amore”…"                                               | 18 agosto 1996    | 10 ottobre 1998   |
| 49 | Una nuova vita, mille emozioni 「二度めのプロポーズ」 - Nido-me no puropōzu – "La seconda proposta"                                | 25 agosto 1996    | 12 ottobre 1998   |
| 50 | Mercatino atto terzo 「ありがとう、みんな」 - Arigatō, minna – "Grazie, a tutti"                                                   | 1º settembre 1996 | 13 ottobre 1998   |

### Sigle
Sigla di apertura
- He.Ro.I.Ne (ヒ・ロ・イ・ン?), di Rumi Shishido

Sigla di chiusura
- DON'T YOU KNOW?!, di Rumi Shishido (ep. 1-28)
- NG!, di Rumi Shishido (ep. 29-50)

Sigla di apertura e di chiusura italiana
La sigla italiana Curiosando nei cortili del cuore, scritta da Alessandra Valeri Manera con la musica di Franco Fasano ed interpretata da Cristina D'Avena, presenta un arrangiamento completamente diverso ed è strutturata come un rap dal ritornello melodico. Il brano è stato pubblicato per la prima volta nell'album Fivelandia 16 (1998) e ristampato in alcune raccolte della cantante.

## Film
Nel 1996 è stato prodotto un film, diretto da Junji Shimizu. Uscito il 2 marzo 1996, è stato poi distribuito in VHS, ma mai in DVD. Il film racconta brevemente la medesima trama del manga e della serie anime, concentrandosi però maggiormente sul rapporto tra Mikako e Tsutomu prima che diventino una coppia. La sigla di testa è la stessa della serie, mentre quella di coda è Sunao ni natte (素直になって?), di Rumi Shishido.
Non è mai stata realizzata un'edizione italiana.

## CD
Tra il 1995 e il 1996 sono stati pubblicati diversi CD e raccolte, sia di image song che di OST. Alcune canzoni contenute negli album possono essere trovate anche in CD non strettamente legati alla serie, come nella raccolta Anime Song Best Selection '96 e nelle discografie personali delle doppiatrici dell'anime. Il 6 luglio 2005 sono stati ristampati i primi due dischi di soundtrack, seguiti il 28 settembre da una raccolta contenente tutti i brani per festeggiare il decimo anniversario dalla messa in onda dell'anime.
| Nº | Titolo CD | Numero tracce               | Data uscita       |
| -- | --- | --------------------------- | ----------------- |
| 1  | He.Ro.I.Ne (ヒ・ロ・イ・ン?) | 4                           | 21 ottobre 1995   |
| 2  | DON'T YOU KNOW?! | 4                           | 21 ottobre 1995   |
| 3  | Gokinjo CD tsushin PART I: Mikako no LOVE&POWER! (ご近所ＣＤ通信 ＰＡＲＴ Ｉ 実果子のＬＯＶＥ＆ＰＯＷＥＲ！?)                                         | 20                          | 21 novembre 1995  |
| 4  | Gokinjo CD tsushin PART II: Kibun wa Super Dynamite Happy?! (ご近所ＣＤ通信 ＰＡＲＴ ＩＩ 気分はスーパー・ダイナマイト・ハッピー？！?)                | 22                          | 21 gennaio 1996   |
| 5  | Sunao ni natte (素直になって?) | 4                           | 1º marzo 1996     |
| 6  | Gokinjo CD tsushin PART III: -Dokki Doki Spring Theater Music!!- (ご近所ＣＤ通信 ＰＡＲＴ ＩＩＩ –ドッキドキ・スプリングシアター・ミュージック！！–?) | 23                          | 28 marzo 1996     |
| 7  | NG! | 4                           | 22 aprile 1996    |
| 8  | Uki Uki Vocal Bazaar!! | 12                          | 21 maggio 1996    |
| 9  | Afternoon break | 3                           | 21 agosto 1996    |
| 10 | Gokinjo Monogatari Zenkyoku-shu (ご近所物語 全曲集?)                                                                                                  | 13 (disco 1) + 13 (disco 2) | 28 settembre 2005 |

## Libri e romanzi

### Light novel
Sono state pubblicate una serie di light novel da Kanae Shimokawa, con Ai Yazawa in qualità di illustratrice, dal titolo Gokinjo Monogatari - Fashionable Love Story (ご近所物語 ファッショナブル・ラブ・ストーリー?, Gokinjo Monogatari Fasshonaburu Rabu Sutōrī). Composta da 8 volumi, sono state pubblicate con l'etichetta Cobalt Bunko di Shūeisha da novembre 1995 a dicembre 1997.
| Nº | Data uscita      | ISBN               |
| -- | ---------------- | ------------------ |
| 1  | 2 novembre 1995  | ISBN 4-08-614137-X |
| 2  | 3 aprile 1996    | ISBN 4-08-614187-6 |
| 3  | 25 luglio 1996   | ISBN 4-08-614227-9 |
| 4  | 3 dicembre 1996  | ISBN 4-08-614269-4 |
| 5  | 1º aprile 1997   | ISBN 4-08-614309-7 |
| 6  | 3 giugno 1997    | ISBN 4-08-614335-6 |
| 7  | 3 settembre 1997 | ISBN 4-08-614373-9 |
| 8  | 24 dicembre 1997 | ISBN 4-08-614419-0 |

### Art book
1. Ai Yazawa, Gokinjo Monogatari Illust-shū WELCOME TO THE GOKINJO WORLD (ご近所物語 イラスト集 ＷＥＬＣＯＭＥ ＴＯ ＴＨＥ ＧＯＫＩＮＪＯ ＷＯＲＬＤ?), Shūeisha Girls Comics, 23 agosto 1997, ISBN 4-08-855096-X.[50]

## Accoglienza
Liz Adler di CBR.com ha classificato Mikako Kōda come la sesta protagonista più amata degli shōjo.